# Parafia św. Jakuba Apostoła w Tucholi
Parafia Świętego Jakuba Apostoła – rzymskokatolicka parafia znajdująca się w Tucholi. Parafia należy do diecezji pelplińskiej i dekanatu Tuchola.

## Obszar parafii
Na obszarze parafii leżą ulice w Tucholi: Chojnicka, Gabrychów, Główna (do Nr 71), Janta-połczyńskiego, Kocielna, Krótka, Krzywa, Lipowa, Łanowa, Murowa, Młyńska, Nowodworskiego (lewa Strona), Ogrodowa, Pl. Zamkowy, Plac Wolności, Podgórna, Polna, Rzenicka, Rycerska, Rynkowa, Sępoleńska (prawa Strona Od Pl. Wolności), Starofarna, Staromiejska, Studzienna, Szkolna, Szosa Czerska, Szosa Raciąska, Stara, Trzcionek, Tylna, Wałowa, Wymysłowo, Zamkowa oraz miejscowości Bladowo, Białowieża, Kiełpin.